# Rhoicospheniaceae
Famille
Les Rhoicospheniaceae sont une famille d'algues diatomées de l'embranchement des Bacillariophyta, de la classe des Bacillariophyceae, et de l'ordre des Cymbellales. 

## Étymologie
Le nom vient du genre type Rhoicosphenia,  dérivé du grec ῥοικός / roikós, «  courbe, recourbé », et σφεν / sfen, coin, en référence à la forme de la diatomée.

## Liste des genres
selon AlgaeBase (17 octobre 2022) :
- Campylopyxis Medlin, 1985
- Chelonicola Majewska, De Stefano & Van de Vijver, 2015
- Cuneolus M.H.Giffen, 1970
- Epiphalaina R.W.Holmes, S.Nagasawa & H.Takano, 1993
- Gomphonemopsis Medlin, 1986
- Gomphoseptatum Medlin, 1986
- Gomphosphenia Lange-Bertalot, 1995
- Poulinea Majewska, De Stefano & Van de Vijver, 2015
- Rhoicosphenia Grunow, 1860   genre type
- Rhoicosphenula (H.Lange-Bertalot) H.Lange-Bertalot, J.P.Kociolek., A.A. Saber & M.Cantonati, 2021
- Simonseniella J.M.Fenner, 1991
- Tripterion R.W.Holmes, S.Nagasawa & H.Takano, 1993
- Tursiocola R.W.Holmes, S.Nagasawa & H.Takano, 1993

Selon ITIS (17 octobre 2022) :
- Campylopyxis Medlin
- Cuneolus Giffen
- Epiphalaina Holmes, Nagasawa & Takano
- Gomphonemopsis Medlin in Medlin & Round
- Gomphoseptatum Medlin in Medlin & Round
- Gomphosphenia Lange-Bertalot
- Rhoicosphenia Grunow
- Tursiocola Holmes, Nagasawa & Takano,

Selon World Register of Marine Species (17 octobre 2022) :
- Campylopyxis L.K.Medlin, 1985
- Cuneolus M.H.Giffen, 1970
- Gomphonemopsis L.K.Medlin, 1986
- Gomphoseptatum L.K.Medlin, 1986
- Rhoicosphenia Grunow, 1860

## Systématique
Le nom correct complet (avec auteur) de ce taxon est Rhoicospheniaceae J.Y.Chen & H.Z.Zhu, 1983.

## Publication originale
- Chen, J. & Zhu, H. (1983). Amphiraphisales, a new order of the pennatae, Bacillariophyta. Acta Phytotaxonomica Sinica 21(4):  449-457.